# Канчер, Сергей Васильевич
Сергей Васильевич Канчер (род. 25 сентября 1955, Саратов) — депутат Государственной Думы Федерального собрания шестого созыва.

## Биография
С 1972 по 1977 год обучался в Саратовском политехническом институте. Окончил с отличием по специальности инженер-строитель.
Работал на заводе железобетонных конструкций треста № 7 Главприволжскстроя. Проработал на заводе от мастера до директора.
С 1992 по 1996 год работа на заводе АО «Саратовский завод стройматериалов».
С 1996 по 1999 — первый заместитель директора ЗАО «ЖБК-3».
С июля 1999 года директор ЗАО «Стройматериалы. Энгельсский кирпичный завод».
С 4 декабря 2011 по 6 апреля 2012 — депутат Государственной Думы.
С 9 апреля 2012 года министр строительства и жилищно-коммунального хозяйства Саратовской области. Заместитель Председателя Правительства Саратовской области.
С 14 апреля 2014 года подписано постановление об отставке Сергея Канчера с поста заместителя председателя Правительства Саратовской области.

## Награды и звания
- Знак «Почётный строитель России» (2001).
- Знак «Строительная слава» Российского союза строителей (2006).
- Награждён Благодарственным письмом Главного Федерального инспектора по Саратовской области (2010).
- Почётная грамота Государственной Думы Федерального Собрания Российской Федерации — за существенный вклад в развитие законодательства Российской Федерации и парламентаризма в Российской Федерации (май 2012).[1]